# 阿老公主
阿老公主（?—?）朴氏，朝鮮三國時代新羅金氏祖先金星汉的夫人。
阿老公主是新羅第2代君主南解次次雄的妹妹，朴赫居世的女儿。阿老公主的儿子是金阿道。沾解尼師今十六年（262年），沾解王將死，将王位传给了兄长助賁尼師今的女婿金味鄒，金味鄒是金阿道的玄孙。金氏开始统治新罗。

## 家族
- 父亲：1代王赫居世居西干
- 母亲：閼英夫人
- 丈夫：金星汉
  - 儿子：金阿道
  - 女儿：金氏，6代王祇摩尼師今的后宫